# Miriani Griselda Pastoriza
Miriani Griselda Pastoriza   (Loreto, 24 de desembre de 1939) és una astrònoma argentina, naturalitzada brasilera. És professora titular al Departament d'Astronomia de l'Institut de Física, a la Universitat Federal de Rio Grande do Sul i membre de l'Acadèmia Brasilera de Ciències.
Una de les seves principals contribucions científiques va ser el descobriment i caracterització juntament amb l'astrònom argentí José Luis Sérsic de les galàxies Sersic-Pastoriza (galàxies amb nuclis peculiars), que són galàxies espirals amb espectres de línies d'emissió de nucli similars al de les regions HII normals, amb l'excepció que els decrements de Balmer indicaven gran presència d'envermelliment.
El 1970, de manera individual, va determinar que l'espectre de la galàxia NGC 1566 és variable, el que va resultar un descobriment impactant que va introduir un canvi en la disciplina. Continuant amb aquesta línia d'investigació, Pastoriza, en col·laboració amb investigadors internacionals, va realitzar treballs sobre variabilitat de llum en altres galàxies, que van permetre mapejar l'estructura i la mida de les regions centrals de galàxies on s'allotgen els forats negres supermassius.
Pastoriza va ser orientadora científica de molts astrònoms brasilers que avui són destacats científics internacionals, com Thaisa Storchi Bergmann o Eduardo Luiz Damiani Bica.
Pastoriza és també una lluitadora activa pel contingent femení en les ciències. Col·labora amb l'Associació Llatinoamericana de Dones Astrònomes, amb la qual, per exemple, reivindiquen tenir guarderies en els observatoris. També participa d'un programa al Brasil cridat "Nenes en la ciència", amb el qual es reivindica en els col·legis el paper de la dona en la ciència.

## Formació i activitat acadèmica
El 1965 es va graduar en la llicenciatura en Astronomia per la Universitat Nacional de Córdoba (sent la primera dona en fer-ho en aquesta institució). El 1968, gràcies a una beca d'Conicet, va realitzar una passantia a l'Observatori Stewart de la Universitat d'Arizona i una altra a la Universitat de Texas. En aquesta última institució va treballar amb Gerard de Vaucouleurs, un dels astrònoms més importants de l'època. De retorn a l'Argentina el 1973, i dirigida per José L. Sérsic, va obtenir el títol de Doctora en Astronomia, el segon en tot el país obtingut per una dona. En aquells dies també va començar a exercir la docència universitària com a Cap de Treballs Pràctics en l'Observatori Astronòmic de Córdoba però a l'abril de 1976 no li van renovar el seu càrrec com a conseqüència de l'anomenada "Llei de prescindibilitat", que li impedia a més de ser contractada per una altra universitat de país, i com també figurava en una llista de persones "presumptament perilloses" difosa per la Junta Militar del govern de facto, finalment el 1978 es va exiliar a Porto Alegre, Brasil. Allà, el director de l'Institut de Física de la Universitat Federal de Rio Grande do Sul (UFRGS), Edemundo da Rocha Vieira, la va convidar a liderar un incipient grup de recerca en astrofísica. Amb aquest equip va realitzar grans aportacions al coneixement de l'evolució química de la Via Làctia que es van veure reflectits en diversos articles. També va treballar fortament per introduir i promoure l'Astronomia extragalàctica com una nova àrea d'investigació en el Departament d'Astronomia, que al llarg dels anys va atorgar prestigi i reconeixement internacional a l'Institut de Física. De 1988 a 1995, va realitzar una passantia postdoctoral al Reial Observatori de Greenwich (Anglaterra), al Institut de Telescopi Espacial. El 1997, Pastoriza va assumir la direcció i administració de l'Institut de Física de l'UFRGS. Amb el pas dels anybs es convertiria en una autoritat a nivell internacional amb els seus estudis i la seva aportació a la formació de noves generacions: dirigir desenes tesi de doctorat i tesis de mestratge i va produir més de 200 articles científics, dels quals més d'un centenar ha estat publicat en revistes internacionals i compten amb més de 3.500 cites d'altres autors. Malgrat l'exili, Pastoriza mai va perdre els seus vincles amb l'Observatori Astronòmic de Córdoba i va continuar col·laborant amb els seus antics col·legues, a més de dirigir diverses tesis de doctorat d'estudiants cordobesos.

## Honors i reconeixements
- El 1995, el Folha do Sao Paulo, un dels diaris de més tiratge del Brasil, va publicar la llista dels 170 investigadors més productius d'aquest país en totes les àrees de la ciència i Pastoriza es trobava en aquest llistat.[3]
- Ha arribat a la màxima categoria per a un investigador al Brasil, classificada com 1A dins el "Conselho Nacional de Desenvolvimento Científic i Tecnològic" (CNPq).
- És representant del Brasil en el "Comitè Científic Internacional dels telescopis Gemini".[7]
- També representa al Brasil en el "Consell Directiu Internacional de Telescopi SOAR".
- Pertany al "Consell Directiu de l'Observatori Nacional de Rio de Janeiro".
- Va ser nomenada membre del "Consell Directiu de l'Laboratori Nacional d'Astrofísica de Sao Paulo".
- Quan la junta directiva de la Societat Astronòmica Brasilera va decidir crear un premi per reconèixer les contribucions excel·lents en la investigació astronòmica, va triar com a nom per a aquest guardó el de "Premi Miriani Pastoriza".[8]
- El 2007 va ser nomenada membre de l'Acadèmia Brasilera de Ciències.
- El 2008 va ser guardonada amb la Medalla d'Elogi de l'Ordre Nacional de l'Mèrit Científic del Brasil -un dels majors reconeixements a què pot aspirar un científic en aquest país- per les seves contribucions rellevants a la Ciència i la Tecnologia.
- Des del 2014 és Professora Emèrita de la Universitat Federal do Rio Gran do Sul.
- El 24 d'octubre de 2018, la Universitat Nacional de Còrdova li va atorgar el títol de doctora honoris causa per les seves aportacions al camp de l'astronomia.[9][10][11]